# Токійський університет
Токійський університет (яп. 東京大学, とうきょうだいがく; англ. The University of Tokyo) — державний дослідницький університет у Японії. Скорочена назва — То-дай (яп. 東大, とうだい). Розташований за адресою: префектура Токіо, район Бункьо, мікрорайон Хонґо 7-3-1. Заснований у 1877 році як перший Імператорський Университет, вважається найпрестижнішим університетом країни. 

## Факультети
- Юридичний факультет (яп. 法学部)
- Медичний факультет (яп. 医学部)
- Інженерно-технічний факультет (яп. 工学部)
- Історико-філологічний факультет (яп. 文学部)
- Природничий факультет (яп. 理学部)
- Агрономний факультет (яп. 農学部)
- Економічний факультет (яп. 経済学部)
- Загальносвітній факультет (яп. 教養学部)
- Педагогічний факультет (яп. 教育学部)
- Фармацевтичний факультет (яп. 薬学部)

## Аспірантура
- Аспірантура гуманітарно-соціологічних наук (яп. 人文社会系研究科)
- Педагогічна аспірантура (яп. 教育学研究科)
- Аспірантура юриспруденції і політології (яп. 法学政治学研究科)
- Економічна аспірантура (яп. 経済学研究科)
- Аспірантура мистецтв і наук (яп. 総合文化研究科)
- Аспірантура природничих наук (яп. 総合文化研究科)
- Аспірантура інженерно-технічних наук (яп. 工学系研究科)
- Агрономно-біологічна аспірантура (яп. 農学生命科学研究科)
- Аспірантура медичних наук (яп. 医学系研究科)
- Аспірантура фармацевтичних наук (яп. 薬学系研究科)
- Аспірантура математичних наук (яп. 数理科学研究科)
- Аспірантура розробки передових наук (яп. 新領域創成科学研究科)
- Аспірантура інформатики, природничих і технічних наук (яп. 情報理工学系研究科)
- Аспірантура міждисциплінарних інформаційних наук (яп. 情報学環・学際情報学府)
- Аспірантура громадського менеджменту (яп. 公共政策大学院)